# Libertas Brindisi 1953-1954
La Libertas Brindisi 1953-1954, prende parte al campionato italiano di Serie C, girone Q a 8 squadre. Chiude la stagione regolare al primo posto con 9V 2N 1P, 666 punti segnati e 508 subiti. Partecipa in seguito alla Poule promozione interzona giungendo prima con 4V 1N 1P, 363 punti segnati e 291 subiti. Nel concentramento finale per lo scudetto di Serie C svoltosi a Porto San Giorgio giunge quarta.

## Storia & Roster
Le novità della stagione sono Mario Pavone, proveniente dall'INA Taranto, uno dei primi non brindisini a vestire i colori gialloneri della Libertas e soprattutto Bob Riesberg un americano di stanza nella vicina BASE USAF che nel rispetto dello stretto dilettantismo si dilettava nel suo sport preferito.
| Libertas Brindisi 1953/1954 | Libertas Brindisi 1953/1954 |
| Giocatori                   | Staff tecnico               |
| --------------------------- | --------------------------- |

| N. | Naz.                   | Ruolo | Nome              | Anno | Alt.   | Peso |  |
| -- | ---------------------- | ----- | ----------------- | ---- | ------ | ---- |  |
| 3  | Italia (bandiera)      | P     | Franco Portaluri  | 1936 |        |      |  |
| 4  | Italia (bandiera)      | P     | Osvaldo De Blasi  |      |        |      |  |
| 5  | Italia (bandiera)      | G     | Aldo Vonghia      | 1930 |        |      |  |
| 7  | Italia (bandiera)      | A     | Elio Pentassuglia | 1932 |        |      |  |
| 8  | Italia (bandiera)      | G     | Antonio Amoruso   |      |        |      |  |
| 9  | Italia (bandiera)      | A     | Camillo Donati    |      |        |      |  |
| 10 | Italia (bandiera)      | A     | Gianni Donativi   | 1935 |        |      |  |
| 11 | Italia (bandiera)      | G     | Mario Pavone      | 1934 |        |      |  |
| 12 | Stati Uniti (bandiera) | AC    | Bob Riesberg      |      |        |      |  |
| 13 | Italia (bandiera)      | C     | Salvatore Velardi | 1933 | 200 cm |      |  |
|    | Italia (bandiera)      | A     | Andrea Agressi    |      |        |      |  |
|    | Italia (bandiera)      | G     | Lilli Pisani      |      |        |      |  |

| Allenatore             |
| - Giuseppe Todisco     |
| Assistente/i           |
| Legenda - (C) Capitano |

## Risultati
| Arbitro: | Abbaticchio (Matera) |

|                                         |       |                         |
| Donativi 21, Pavone 19, Pentassuglia 18 | Punti | Castellano 16, Netti 10 |

| Taranto 6 dicembre 1953 2ª giornata | Libertas Taranto | 41 – 49 | Libertas Brindisi |  |

| Bari 13 dicembre 1953 3ª giornata | Libertas Bari | 47 – 47 | Libertas Brindisi |  |

| Brindisi 20 dicembre 1953 4ª giornata | Libertas Brindisi | 51 – 40 | Olimpia Matera |  |

| Trani 3 gennaio 1954 5ª giornata | Polisportiva Trani | 19 – 62 | Libertas Brindisi |  |

| Arbitro: | Fuiano (Foggia) |

|                                |       |                                    |
| Ricci 16, Russo 14, Cellini 10 | Punti | Donativi 17, Pavone 13, Agressi 10 |

| Bari 31 gennaio 1954 7ª giornata                                                       | Angiulli Bari | 45 – 40 (18-18)                 | Libertas Brindisi |  |
| \| \| \| \| \| Chieppa 12, Castellano 9 \| Punti \| Donati 15, Pavone 8, Donativi 8 \| |               |                                 |                   |  |
|                                                                                        |               |                                 |                   |  |
| Chieppa 12, Castellano 9                                                               | Punti         | Donati 15, Pavone 8, Donativi 8 |                   |  |

| Brindisi 7 febbraio 1954 8ª giornata | Libertas Brindisi | 63 – 29 | Libertas Taranto |  |

| Brindisi 14 febbraio 1954 9ª giornata | Libertas Brindisi | 56 – 46 | Libertas Bari |  |

| Matera 21 febbraio 1954 10ª giornata | Olimpia Matera | 44 – 44 | Libertas Brindisi |  |

| Brindisi 7 marzo 1954 11ª giornata | Libertas Brindisi | 61 – 45 | Polisportiva Trani |  |

| Brindisi 21 marzo 1954 12ª giornata | Libertas Brindisi | 80 – 54 | S.S. Barletta |  |

### Finali Promozione
| Brindisi 2 maggio 1954 1ª giornata | Libertas Brindisi | 76 – 39 | Cestistica Foggia |  |

| Palermo 16 maggio 1954 2ª giornata | CUS Palermo | 55 – 55 | Libertas Brindisi |  |

| Arbitro: | Leonardi (Messina) |

|                                    |       |                                     |
| Pavone 28, Velardi 12, Donativi 10 | Punti | Piccolo 21, Fiumani 11, Russo F. 10 |

| Arbitro: | Sangirardi (Taranto) |

|              |       |                                    |
| De Nittis 14 | Punti | Donativi 17, Pavone 13, Velardi 10 |

| Arbitro: | Cippone (Bari) |

|                                   |       |                               |
| Pavone 33, Velardi 12, Donativi 8 | Punti | Campo O. 14, Atti 9, D'Elia 9 |

| Napoli 13 giugno 1954 6ª giornata | CUS Napoli | 58 – 47 | Libertas Brindisi |  |

### Finali Scudetto
| Porto San Giorgio 26 giugno 1954 semifinali | Comando III ZAT Roma | 55 – 52 (28-24) | Libertas Brindisi |  |

| Arbitri: | Stefanuzzi (Venezia) Serena (Ancona) |

|                                          |       |                                        |
| Zanichelli 30, La Bella 11, Fornaciari 8 | Punti | Donativi 18, Pavone 12, Pentassuglia 8 |